# 劇場版美少女戰士Eternal
《劇場版美少女戰士Eternal》（日语：劇場版「美少女戦士セーラームーンEternal」）是2021年日本動畫電影，改編自日本漫畫家武內直子創作的《美少女戰士》。電影延續電視動畫《美少女戰士Crystal》，故事改編自第四期《死亡月亮篇》。
該片分為前後兩篇，而前篇原定於2020年9月11日在日本上映。2020年6月，因2019冠狀病毒病的影響，前後兩篇分別延期至2021年1月8日及2月11日在日本上映。

## 登場角色
| 角色                     | 配音員             |
| 水手服戰士及其同伴       | 水手服戰士及其同伴 |
| ------------------------ | ------------------ |
| 月野兔／超級水手月亮     | 三石琴乃           |
| 水野亞美／超級水手水星   | 金元壽子           |
| 火野麗／超級水手火星     | 佐藤利奈           |
| 木野真琴／超級水手木星   | 小清水亞美         |
| 愛野美奈子／超級水手金星 | 伊藤靜             |
| 豆釘兔／超級水手小月亮   | 福圓美里           |
| 天王遙／超級水手天王星   | 皆川純子           |
| 海王滿／超級水手海王星   | 大原沙耶香         |
| 冥王剎那／超級水手冥王星 | 前田愛             |
| 土萌螢／超級水手土星     | 藤井幸代           |
| 地場衛／禮服幪面俠       | 野島健兒           |
| 艾利歐斯                 | 松岡禎丞           |
| 露娜                     | 廣橋涼             |
| 阿提密斯                 | 村田太志           |
| 戴安娜                   | 中川翔子           |
| 瑟蕾／水手穀神星         | 上田麗奈           |
| 帕帕／水手智神星         | 諸星堇             |
| 津津／水手婚神星         | 原優子             |
| 貝絲／水手灶神星         | 高橋李依           |
| 福波斯／水手火衛一       | 田口奏彌           |
| 德摩斯／水手火衛二       | 山根綺             |
| 邁納德斯1                | 野口瑠璃子         |
| 邁納德斯2                | 廣瀨有紀           |
| 倩尼迪女王               | 小山茉美           |
| 反派角色                 |                    |
| 妮赫蕾妮亞               | 菜菜緒             |
| 珠兒可妮亞               | 渡邊直美           |
| 虎之眼                   | 日野聰             |
| 鷹之眼                   | 豐永利行           |
| 魚之眼                   | 蒼井翔太           |
| 傑諾太姆                 | 阿座上洋平         |
| 傑歐萊朵                 | 新井良平           |
| 其他角色                 |                    |
| 水野冴子                 | 進藤尚美           |
| 火野宮司                 | 掛川裕彦           |

## 製作
2017年6月30日，在「月野兔生日活動」上宣佈製作劇場版動畫，故事改編自第四期《死亡月亮篇》，由今千秋監督，並以前後兩篇形式上映。2018年6月30日，在「月野兔生日活動」中，決定由曾擔任《美少女戰士R》角色設計的只野和子擔任劇場版的角色設計。2019年6月30日，宣佈正式片名為《劇場版美少女戰士Eternal》，並公佈首張劇場版海報和特報影像。2019年10月22日，宣佈前篇的上映日期為2020年9月11日。2020年4月24日，公佈新的特報影像，並宣佈松岡禎丞加盟聲演天馬艾利歐斯。2020年6月18日，因2019冠狀病毒病的影響，前後兩篇分別延期至2021年1月8日及2月11日在日本上映。2020年8月5日，宣佈日野聰、豐永利行和蒼井翔太加盟並聲演「亞馬遜三重奏」。2020年8月19日，宣佈上田麗奈、諸星堇、原優子和高橋李依加盟並聲演「亞馬遜四重奏」。2020年9月11日，宣佈渡邊直美加盟並聲演反派角色珠兒可妮亞。2020年10月5日，宣佈主題曲《月色Chainon》由桃色幸運草Z演唱。2020年10月16日，宣佈菜菜緒加盟並聲演反派角色納莉尼亞女王，並發佈新預告片。

## 製作人員
- 原作、總監修：武内直子《美少女戰士》（講談社《Nakayoshi》連載）
- 導演：今千秋
- 腳本：筆安一幸
- 角色設計：只野和子
- 音樂：高梨康治
- 動畫製作：東映動畫、Studio DEEN
- 製作：劇場版「美少女戰士Eternal」製作委員會
- 發行商：東映

## 主題曲
| 歌手        | 歌曲            | 作詞         | 作曲     | 編曲     |
| ----------- | --------------- | ------------ | -------- | -------- |
| 桃色幸運草Z | 〈月色Chainon〉 | 白薔薇sumire | 小坂明子 | 月蝕會議 |

## 外部連結
- 官方网站 （日語）
- 在Netflix上觀看《劇場版 美少女戰士Sailor Moon Eternal》
- 互联网电影数据库（IMDb）上《劇場版美少女戰士Eternal》的资料（英文）